# As Aventuras de José e Durval
As Aventuras de José e Durval é uma série brasileira produzida pelo Globoplay em parceria com a O2 Filmes. A série é baseada na biografia de Chitãozinho & Xororó e fala sobre a ascensão dos irmãos no mundo sertanejo. A primeira temporada foi lançada no streaming no dia 18 de agosto de 2023. Conta com roteiros de Duda de Almeida, Dan Rossetto e Rafael Lessa e com direção de Hugo Prata.
Conta com as atuações de Rodrigo Simas e Felipe Simas nos papéis principais.

## Enredo
José (Rodrigo Simas) e Durval (Felipe Simas) descobrem seu talento musical ainda crianças e veem uma chance de ajudar a família a sair da pobreza. Já conhecidos como Chitãozinho e Xororó, questões profissionais e familiares os fazem pensar em desistir. 

## Elenco
- Rodrigo Simas como José Lima Sobrinho / Chitãozinho
- Felipe Simas como Durval Lima / Xororó
- Marco Ricca como Mário Antônio de Lima
- Andréia Horta como Araci Prudêncio de Lima
- Larissa Ferrara como Adenair Lima
- Marjorie Gerardi como Noely Pereira de Lima
- Thiago Brianti como Homero
- Augusto Madeira como Geraldo Meirelles
- Ana Herman como Rosária
- Talita Younan como Jalmira Ferreira
- Marcelo Várzea como Flávio Cavalcanti
- Che Moais como Thales
- Hugo Possolo como Saracura
- Natalia Dal Molín como Lucía
- Débora Veneziani como Suzy
- Aramis Trindade como Barnabé
- Pedro Tirolli como José Lima Sobrinho / Chitãozinho (jovem)
- Pedro Lucas como Durval Lima / Xororó (jovem)
- Duda Galvão como Rosária Lima (jovem)

## Exibição

### Divulgação
Para promover o lançamento da série, a TV Globo exibiu o primeiro episódio, no dia 21 de agosto de 2023 na Tela Quente.
Na plataforma de streaming, a série foi dividida em um episódio semanal, com o último sendo disponibilizado em 22 de setembro de 2023.
Será exibida na TV aberta, pela TV Globo, a partir do dia 22 de outubro de 2024, com transmissão nas terças e quintas, logo após a telenovela Mania de Você.

## Episódios
| Temporada | Temporada | Episódios | Exibição             | Exibição               |
| Temporada | Temporada | Episódios | Estreia de temporada | Final de temporada     |
| --------- | --------- | --------- | -------------------- | ---------------------- |
|           | 1         | 8         | 18 de agosto de 2023 | 22 de setembro de 2023 |

### 1.ª Temporada (2023)
| N.º na série | N.º na temp. | Título                    | Dirigido por | Escrito por                                  | Exibição original      |
| ------------ | ------------ | ------------------------- | ------------ | -------------------------------------------- | ---------------------- |
| 1            | 1            | "Nascemos Para Cantar"    | Hugo Prata   | Duda de Almeida, Dan Rossetto e Rafael Lessa | 18 de agosto de 2023   |
| 2            | 2            | "Infância Roubada"        | Hugo Prata   | Duda de Almeida, Dan Rossetto e Rafael Lessa | 18 de agosto de 2023   |
| 3            | 3            | "As Dores Do Crescimento" | Hugo Prata   | Duda de Almeida, Dan Rossetto e Rafael Lessa | 18 de agosto de 2023   |
| 4            | 4            | "Tudo Ou Nada"            | Hugo Prata   | Duda de Almeida, Dan Rossetto e Rafael Lessa | 25 de agosto de 2023   |
| 5            | 5            | "O Peso da Fama"          | Hugo Prata   | Duda de Almeida, Dan Rossetto e Rafael Lessa | 1 de setembro de 2023  |
| 6            | 6            | "Cicatrizes do Passado"   | Hugo Prata   | Duda de Almeida, Dan Rossetto e Rafael Lessa | 8 de setembro de 2023  |
| 7            | 7            | "Separações"              | Hugo Prata   | Duda de Almeida, Dan Rossetto e Rafael Lessa | 15 de setembro de 2023 |
| 8            | 8            | "Rompendo com a Tradição" | Hugo Prata   | Duda de Almeida, Dan Rossetto e Rafael Lessa | 22 de setembro de 2023 |